# Wigand-Martin-Winckel-Handgriff
Der Wigand-Martin-Winckel-Handgriff ist ein geburtshilfliches Manöver zur Entwicklung des Kindes bei Beckenendlage, wenn der nachfolgende Kopf nicht in das Becken eintritt. 
Der Mittelfinger der Innenhand des Geburtshelfers wird dabei in den Mund des Kindes eingeführt, der zweite und vierte Finger der gleichen Hand liegen an den Jochbeinen. Der Kopf wird gebeugt und die Pfeilnaht im Beckeneingang quergestellt. Durch Zug an Kopf und Schultern wird der Kopf bei gleichzeitigem Kristeller-Handgriff von oben durch die Beckenenge gebracht und dann mit dem Veit-Smellie-Handgriff entwickelt.
Der Wigand-Martin-Winckel-Handgriff ist nach Justus Heinrich Wigand (1769–1817), August Eduard Martin (1847–1933) und Franz von Winckel (1837–1911) benannt. Er wird auch als „Dreimännerhandgriff“ bezeichnet.